# ميجيل اليمان فالديز
ميجيل اليمان فالديز (بالإسبانية: Miguel Alemán Valdés) (و. 1900 – 1983 م) هو سياسي، ومحام من المكسيك ولد في ولاية فيراكروز.

## التعليم
تعلم في الجامعة الوطنية المستقلة في المكسيك.

## الحياة السياسية

### المناصب الأولى
بدأ أليمان مسيرته السياسية بمنصب بسيط كمستشار قانوني لوزير الزراعة والثروة الحيوانية (1928-1930)، ثم تبع ذلك مناصب أخرى مثل عضوية المجلس الاتحادي للمصالحة والتحكيم في عام 1930. شغل منصب رئيس اللجنة الموحدة للعمال في عام 1933 ما جعله يبرز لواجهة المشهد السياسي، ثم شغل منصب عضو مجلس شيوخ عن ولايته الأصلية فيراكروز (1934-1936) ممثلًا للحزب الثوري المكسيكي (الاسم السابق للحزب الذي عُرف فيما بعد باسم الحزب الثوري الدستوري) وعندما اغتيل الحاكم المنتخب مانليو فافيو ألتاميرانو، قبل أليمان التعيين كحاكم من عام 1936 إلى عام 1939. يمكن اعتبار هذا التعيين بمثابة مكافأة سياسية من إدارة كارديناس من أجل الخدمات التي قدمها أليمان أثناء فترة الصراع داخل الحزب. شغل أليمان منصب وزير الداخلية من عام 1940 إلى عام 1945 خلال رئاسة مانويل أفيلا كاماتشو، تصدى أليمان خلال عمله كوزير للداخلية خلال الحرب العالمية الثانية لجواسيس دول المحور والفاشيين المكسيكيين.

## انتخابات عام 1946
اختار الرئيس أفيلا كاماتشو أليمان كمرشح رسمي للحزب في عام 1945، وخاض انتخابات الرئاسة في عام 1946. كان هناك منافسون عديدون لأليمان من بينهم مدنيون وعسكريون بما في ذلك شقيق أفيلا كاماتشو الأكبر (ماكسيمينو أفيلا كاماتشو)، لكن الوضع الصحي للأخوين أفيلا كاماتشو كان سيئًا، وتوفي ماكسيمينو في فبراير 1945 بعد مأدبة عشاء. أدى موته إلى تفادي أزمة سياسية محتملة لتحديد الرئيس القادم. وكانت هناك شكوك حول إمكانية تسميم ماكسيمينو.
أما المنافسون المدنيون فكانوا: خافيير روجو غوميز رئيس حكومة المقاطعة الفيدرالية، ومارتي غوميز وزير الزراعة، وغستافو باز وزير الصحة، وإيزيكيل باديلا وزير الخارجية، وأليمان الذي ترأس بالطبع أقوى وزارة في الدولة. كان الرجال العسكريون أيضًا منافسين أقوياء، فقد شارك جميع الرؤساء السابقين في فترة ما بعد الثورة في الثورة المكسيكية. وكان من بين المنافسين المحتملين مايكل هنريكيز غوزمان وإنريكي كالديرون وخيسوس أوغستين كاسترو وفرانسيسكو كاستيلو ناجيرا. حصل أليمان على دعم اتحاد العمال المكسيكيين. ومهد أفيلا كاماتشو الطريق مع الجيش لأول رئيس مدني للمكسيك في العصر الحديث.
اتبع أليمان الطريقة التي أرستها حملة لازارو كارديناس في عام 1934، شملت حملته الانتخابية جميع أنحاء البلاد، وهي وسيلة يزور المرشح من خلالها جميع مناطق الجمهورية ويتواصل الناخبون مع المرشح مباشرة. فاز أليمان في الانتخابات التي أجريت في 7 يوليو، وهزم وزير الخارجية السابق إيزيكيل باديلا، ليصبح أول مرشح غير عسكري يفوز برئاسة المكسيك، رغم أنه كان نجل جنرال ثوري في الجيش. لعبت مهاراته الخاصة داخل الحزب الذي أوصله إلى منصب وزارة الداخلية دورًا رئيسيًا في نجاحه السياسي. لم يكن هناك عنف خلال الانتخابات وانتقلت السلطة سلميًا.

## الرئاسة 1946-1952
نُصِّب أليمان رئيسًا للجمهورية في 1 ديسمبر 1946، وبقي في منصبه حتى عام 1952 عندما مُنع من الترشح لإعادة الانتخاب، فعاد إلى الحياة المدنية. كان أليمان يتمتع بشعبية كبيرة قبل رئاسته وخلال سنواته الأولى كرئيس، لكنه فقد الدعم الشعبي في الأيام الأخيرة من ولايته.
نشَّط أليمان خلال رئاسته برنامج التصنيع المدعوم من الدولة في المكسيك وكان إيجابيًا تجاه الأعمال. كان موقفه هذا من التنمية الاقتصادية سببًا رئيسيًا في اختياره ليكون مرشح الحزب بدلًا من المرشحين المحتملين بأفكار مشابهة لكارديناس. أطلق على هذه الفترة من النمو السريع والتصنيع اسم المعجزة المكسيكية.

## روابط خارجية
- ميجيل اليمان فالديز على موقع الموسوعة البريطانية (الإنجليزية)
- ميجيل اليمان فالديز على موقع مونزينجر (الألمانية)
- ميجيل اليمان فالديز على موقع إن إن دي بي (الإنجليزية)